# 3 iulie
ianuarie • februarie • martie  • aprilie  • mai  • iunie  • iulie  • august  • septembrie  • octombrie  • noiembrie  • decembrie
3 iulie este a 184-a zi a calendarului gregorian și a 185-a zi în anii bisecți. Mai sunt 181 de zile până la sfârșitul anului.

## Evenimente

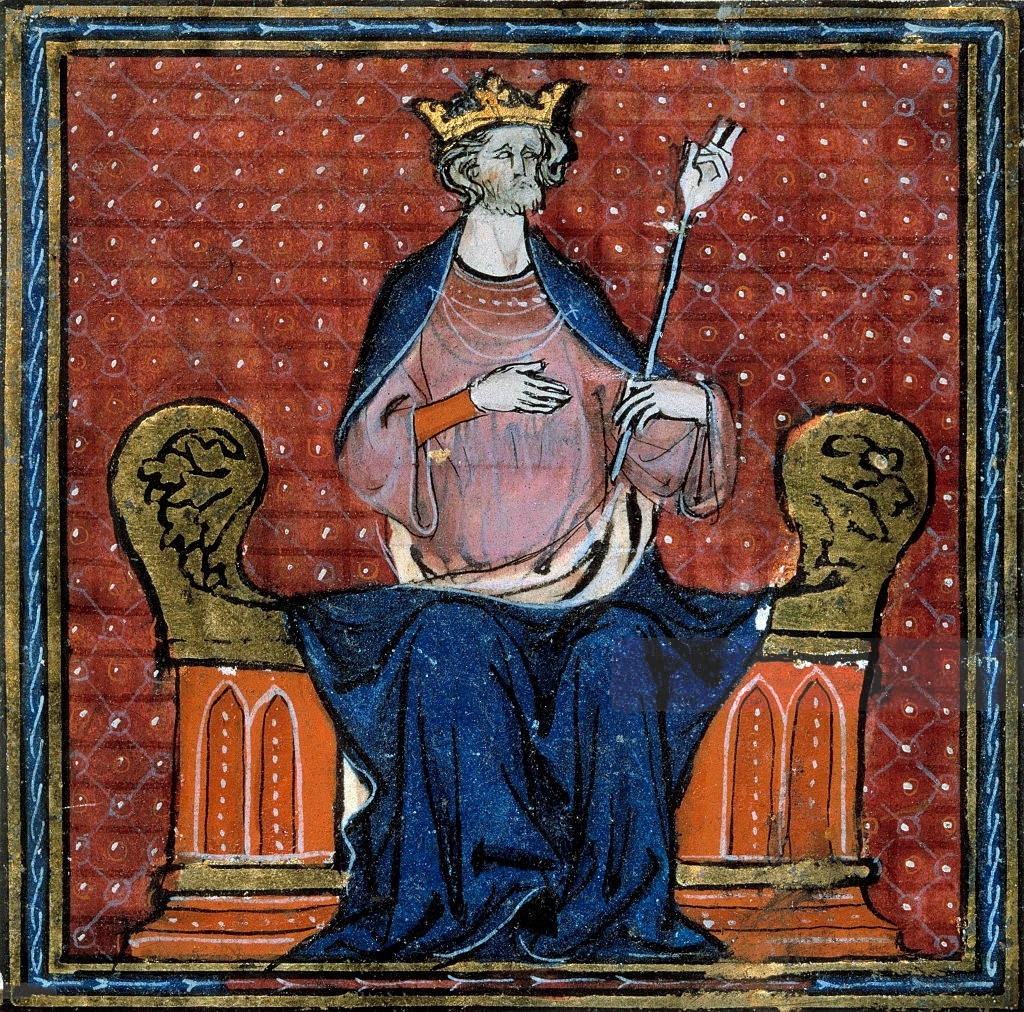
987: Odată cu încoronarea lui Hugo Capet ca rege al Franței, începe domnia dinastiei capețiene care va conduce Franța până în 1328; linia va fi succedată de ramuri ale dinastiei capețiene: Valois și Bourbon care au domnit până la Revoluția franceză din 1792.

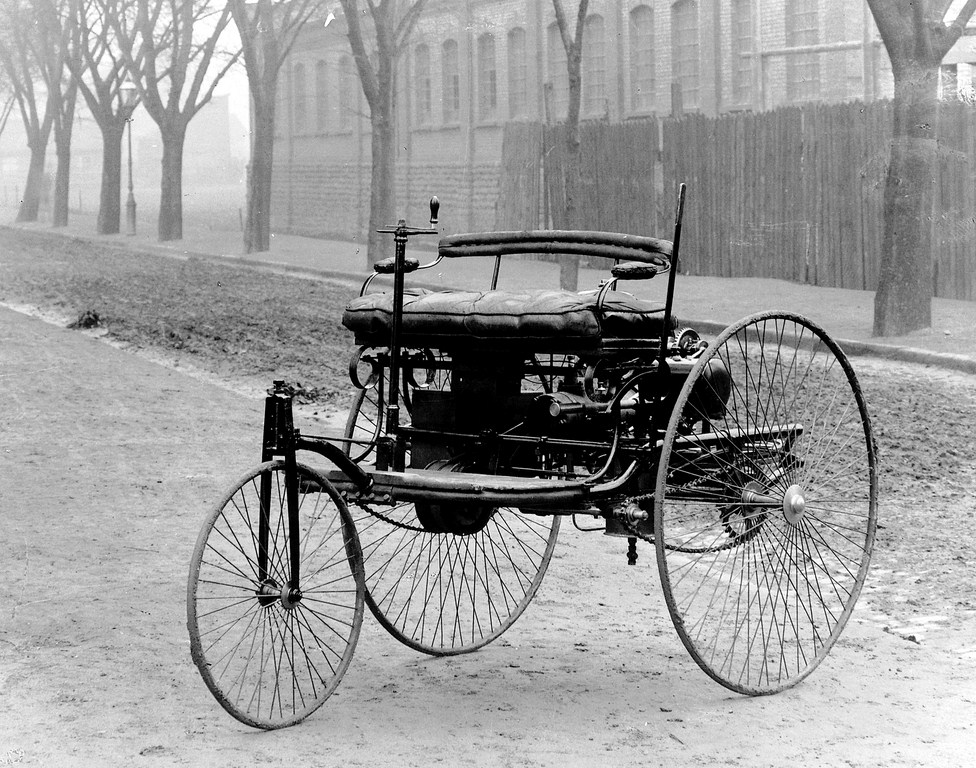
1886: Karl Benz dezvăluie oficial "Benz Patent Motorwagen", privit ca primul automobil, un vehicul conceput pentru a fi propulsat de un motor.

- 0324:  Bătălia de la Adrianopole: Constantin I îl înfrânge pe Licinius, care fuge din Bizanț.
- 0987: Hugo Capet este încoronat rege al Franței, primul din dinastia capețiană, dinastie ce va conduce Franța  până în 1328; linia va fi succedată de ramuri ale dinastiei capețiene: Valois și Bourbon care au domnit până la Revoluția franceză din 1792.
- 0993: Prima atestare documentară a orașului Potsdam.
- 1608: Exploratorul francez Samuel de Champlain a înființat orașul Quebec (Canada). A fost numit "părintele Noii Franțe" și a ocupat funcția de guvernator până la moarte.
- 1849: Trupele de intervenție franceză și spaniolă cuceresc Roma și restabilesc Statele Papale. Republica Romană este abolită cu forța.
- 1863: Războiul civil american - Ziua finală a Bătăliei de la Gettysburg, descrisă drept punctul de cotitură al războiului,[1][2] și care se încheie cu victoria Uniunii.
- 1866: Războiul austro-prusac este decis de Bătălia de la Königgrätz, care se termină cu victoria prusacilor și va duce la preluarea de către Prusia a națiunii germane proeminente din Imperiul austriac.
- 1886: Inginerul german Karl Benz dezvăluie oficial "Benz Patent Motorwagen", privit ca primul automobil, un vehicul conceput pentru a fi propulsat de un motor.
- 1898: Joschua Slocum devine primul navigator solitar care realizează înconjurul complet al Pământului.
- 1928: John Logie Baird englez a enunțat, pentru prima dată, principiul televiziunii în culori.
- 1940: Atacul de la Mers-el-Kébir: În Operațiunea Catapult, un grup naval britanic a distrus o mare parte a flotei franceze pentru a evita ca aceasta să cadă în mâinile germanilor.
- 1941: Al Doilea Război Mondial: Stalin își anunță planul canicular împotriva invaziei germane.
- 1944: Al Doilea Război Mondial: Minsk este eliberat de sub controlul nazist de trupele sovietice în timpul Operațiunii Bagration.
- 1976: Operațiunea Entebbe: 102 pasageri ai unui zbor Air France luați ostatici de Frontul Popular pentru Eliberarea Palestinei pe Aeroportul Internațional Entebbe, Uganda, sunt eliberați de un comando israelian.
- 1988: Podul Fatih Sultan Mehmet din Istanbul, Turcia este finalizat, oferind a doua conexiune între continentele Europa și Asia peste Bosfor.
- 1988: Zborul 655 al Iran Air, un Airbus A300 este doborât de USS Vincennes peste Golful Persic, ucigând toți cei 290 de pasageri și echipaj de la bord.
- 1990: Adunarea generală a Academiei Române reprimește 72 de membri corespondenți (literați, istorici, oameni de știință) cărora li s–a retras această calitate sau care au fost privați de ea pe nedrept între 1948–1989.
- 1992: Hunedoara a fost primul județ al României primit ca membru în cadrul Ansamblului Regiunilor Europei.
- 2013: Președintele Egiptului Mohamed Morsi este răstrurnat de la putere printr-o lovitură militară după patru zile de proteste în întreaga țară.

## Nașteri
- 1423: Regele Ludovic al XI-lea al Franței (d. 1483)
- 1676: Leopold I, Prinț de Anhalt-Dessau (d. 1747)
- 1746: Sofia Magdalena a Danemarcei, soția regelui Gustav al III-lea al Suediei (d. 1813)
- 1759: Petrus Sigerus, botanist din Transilvania (d. 1831)
- 1870: Constantin Z. Buzdugan - poet și avocat român, traducătorul în limba română al Internaționalei (d. 1930)
- 1883: Franz Kafka, scriitor evreu de limbă germană (d. 1924)
- 1906: Horia Sima, politician român, lider al Mișcării Legionare în timpul celui de-Al Doilea Război Mondial (d. 1993)

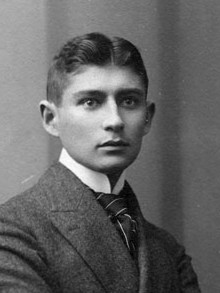
Franz Kafka
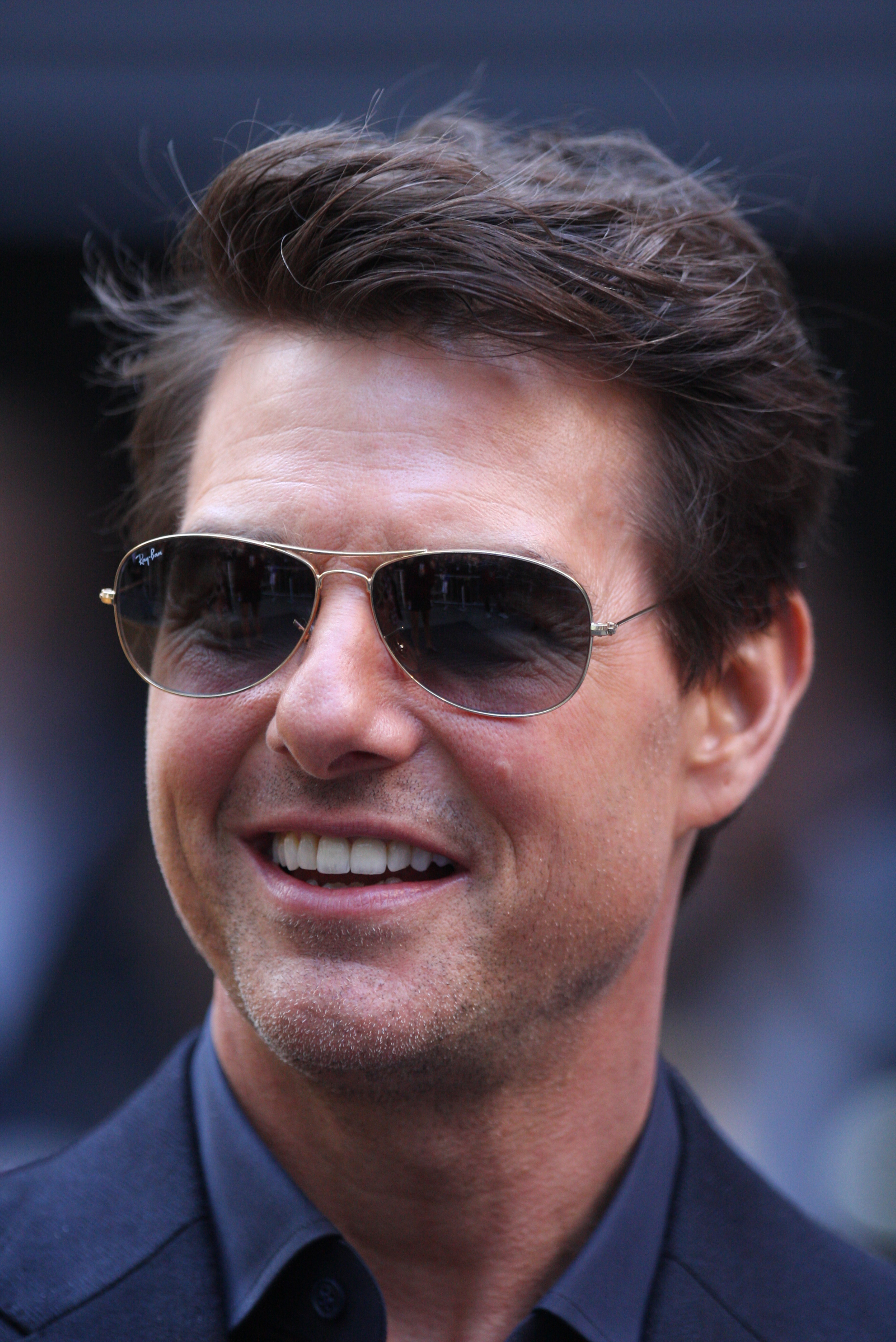
Tom Cruise, actor american
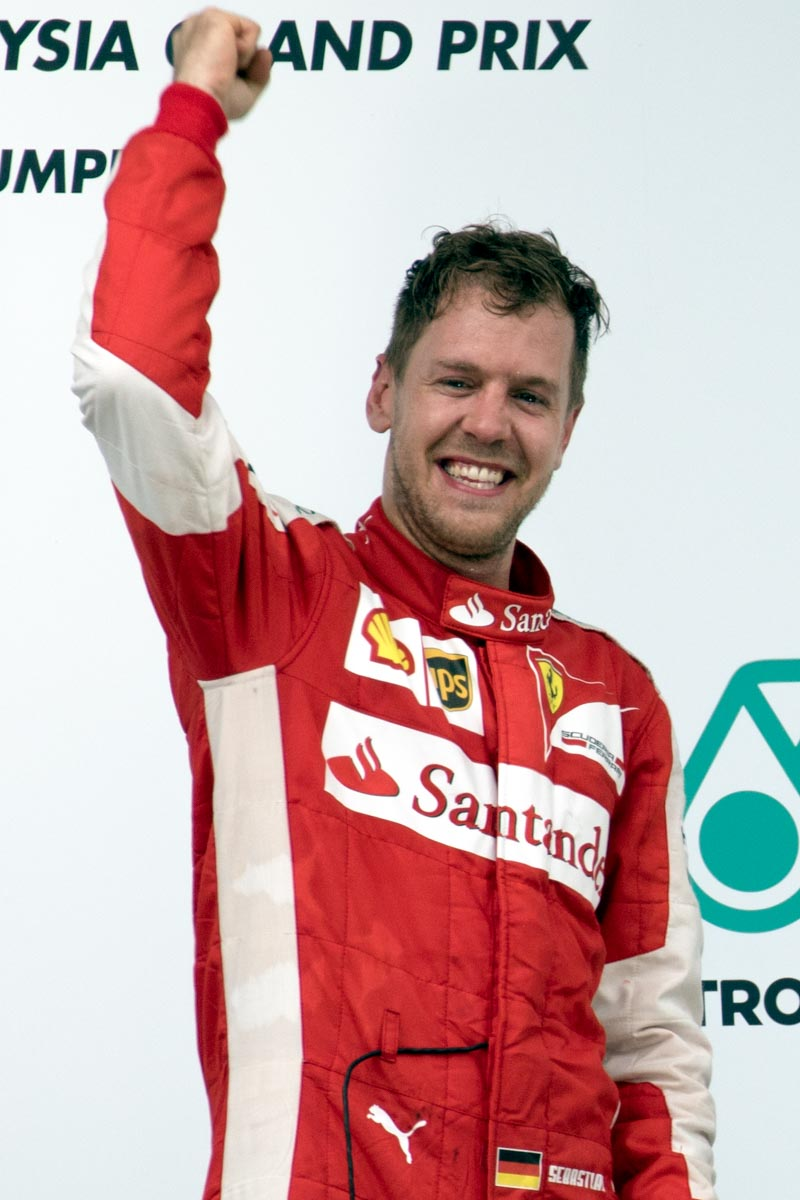
Sebastian Vettel, pilot german de Formula 1

- 1914: Florin Ciorăscu, fizician român (d. 1977)
- 1932: Coca Andronescu, actriță română de teatru și film (d. 1998)
- 1940: Mihai Adam, fotbalist român (d. 2015)
- 1940: Jerzy Buzek, politician polonez, prim-ministru și președinte al Parlamentului European
- 1946: Leszek Miller, politician polonez
- 1946: Dumitru Avram, politician român
- 1952: Horia Surianu, compozitor român
- 1952: Laura Branigan, cântăreață americană (d. 2004)
- 1958: Zbigniew Strzałkowski, călugăr franciscan, martir (d. 1991)
- 1962: Tom Cruise, actor american
- 1965: Relu Fenechiu, politician român
- 1983: Dorota Masłowska, scriitoare poloneză
- 1987: Sebastian Vettel, pilot german de Formula 1
- 1995: Mike Maignan, fotbalist francez

## Decese
- 1642: Maria de Medici, regină a Franței, a doua soție a lui Henric al IV-lea (n. 1573)
- 1749: William Jones, matematician galez (n. 1675)
- 1908: Joel Chandler Harris, scriitor american (n. 1845)
- 1929: Pascal Dagnan-Bouveret, pictor francez (n. 1852)
- 1933: Mihail Șuțu, istoric român, membru al Academiei Române (n. 1841)

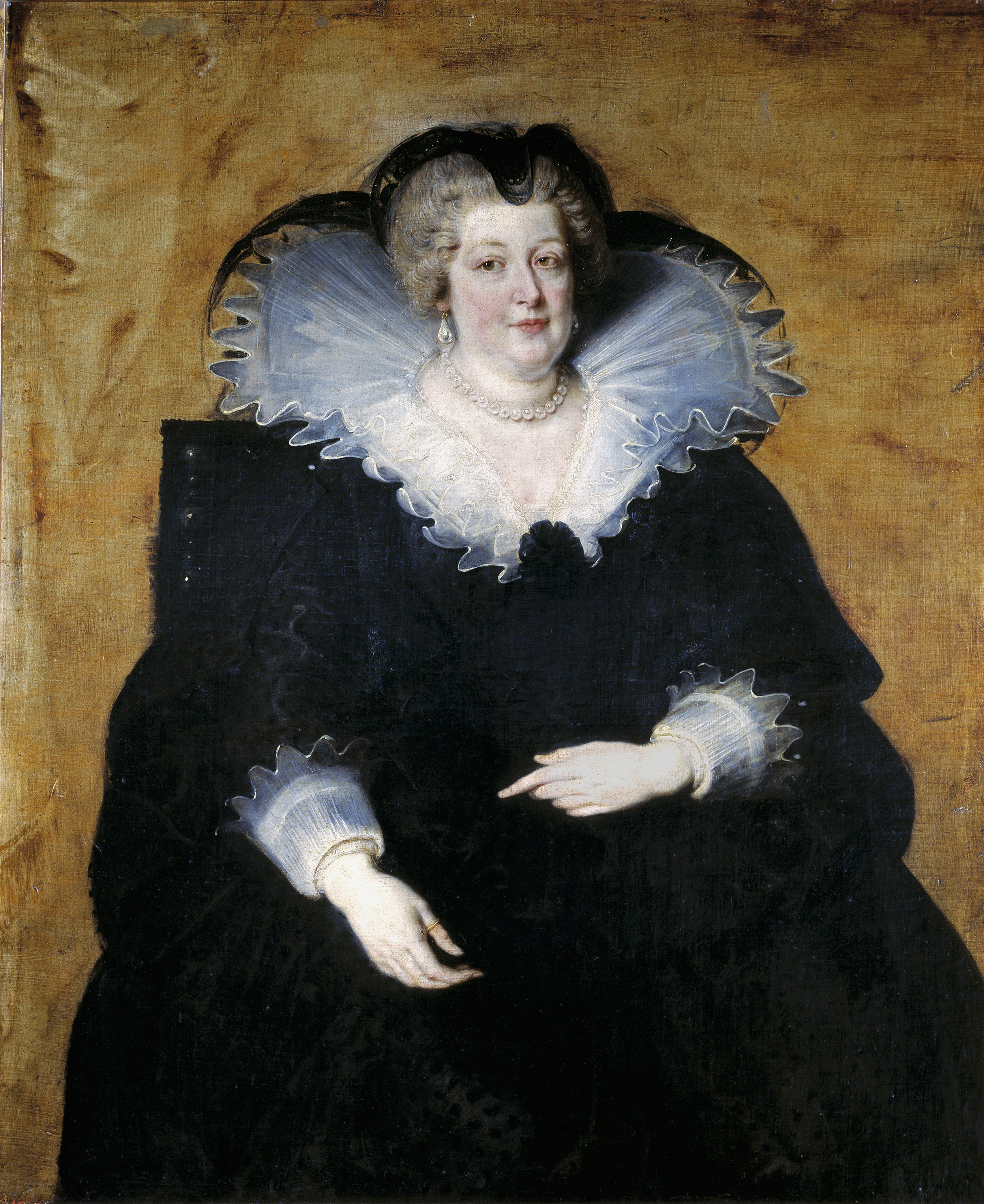
Maria de Medici, regină a Franței
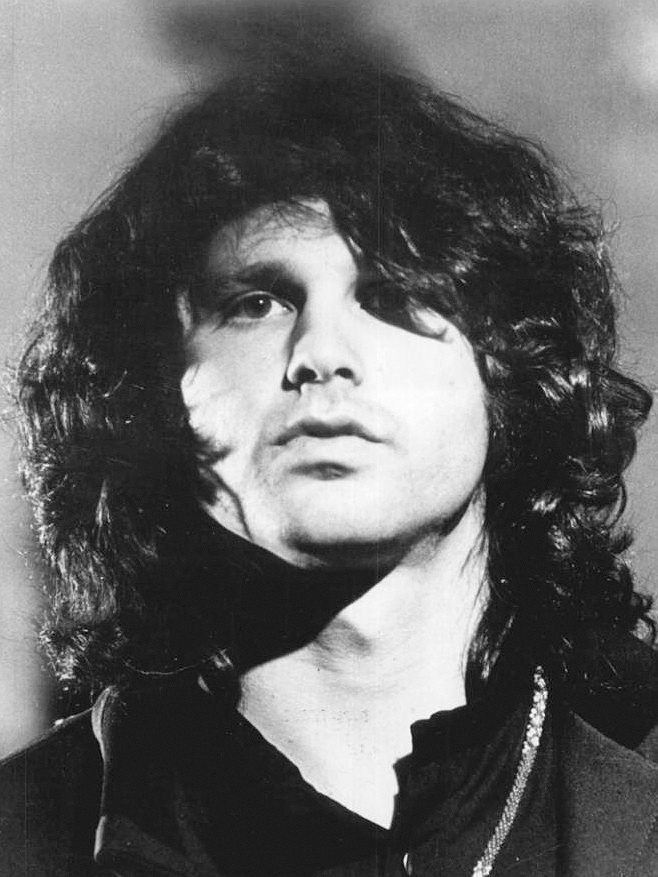
Jim Morrison, solistul trupei The Doors
Radu Vasile, prim-ministru al României

- 1935: André Citroën, inginer și om de afaceri francez, fondatorul Companiei Citroën (n. 1878)
- 1969: Brian Jones, muzician englez, compozitor și producător (The Rolling Stones) (n. 1942)
- 1971: Jim Morrison, solistul trupei The Doors (n. 1943)
- 1977: Alexandru Melentievici Volkov, scriitor și matematician rus (n. 1891)
- 1981: Ludwig Schwarz, scriitor, dramaturg, traducător și jurnalist român de origine șvabă (n. 1925)
- 2002: Irina Nicolau, scriitoare și folcloristă română (n. 1946)
- 2003: Károly Ács (cel tânăr), scriitor, poet și traducător maghiar din Voievodina, Serbia (n. 1928)
- 2012: Andy Griffith, actor american (n. 1926)
- 2013: Radu Vasile, politician român, prim-ministru al României (n. 1942)
- 2025: Michael Madsen, actor, poet și fotograf american (n. 1957)

## Sărbători
- Sfântul Mucenic Iachint; Sfântul Ieronim Anatolie al Constantinopolului (calendar bizantin)
- Sfântul Toma, apostol (calendar latin)
- România: Ziua Justiției